# Raniero Vanni d’Archirafi
Raniero Vanni d’Archirafi (ur. 7 czerwca 1931 w Genewie) – włoski dyplomata i urzędnik państwowy, ambasador Włoch na różnych placówkach, w latach 1993–1995 członek Komisji Europejskiej ds. odpowiedzialny za rynek wewnętrzny.

## Życiorys
Absolwent prawa na Uniwersytet Rzymski – La Sapienza. Od 1956 pracował we włoskim resorcie spraw zagranicznych. Pełnił różne funkcje na placówkach dyplomatycznych w Niemczech Zachodnich, Argentynie i przy Europejskiej Wspólnocie Gospodarczej. Zajmował też różne stanowiska w administracji MSZ. Był m.in. szefem gabinetu politycznego ministra Emilia Colombo.
W 1984 objął stanowisko ambasadora Włoch w Hiszpanii, w 1987 został ambasadorem w RFN. W 1989 powołany na dyrektora generalnego do spraw gospodarczych w rządzie Giulia Andreottiego, a w 1991 przeszedł na stanowisko dyrektora generalnego do spraw politycznych. W latach 1993–1995 był członkiem Komisji Europejskiej, którą kierował Jacques Delors. Po odejściu z KE do 1998 ponownie pełnił funkcję ambasadora Włoch w Hiszpanii.
Pozostał następnie w Hiszpanii, pracując przez kilka lat dla spółek włoskiego koncernu Finmeccanica oraz jako prezes włoskiego przedsiębiorstwa RCS MediaGroup (wydawcy m.in. „El Mundo”).
Odznaczony Orderem Zasługi Republiki Włoskiej klasy III (1977), II (1980) oraz I (1990).